# DSP衛星

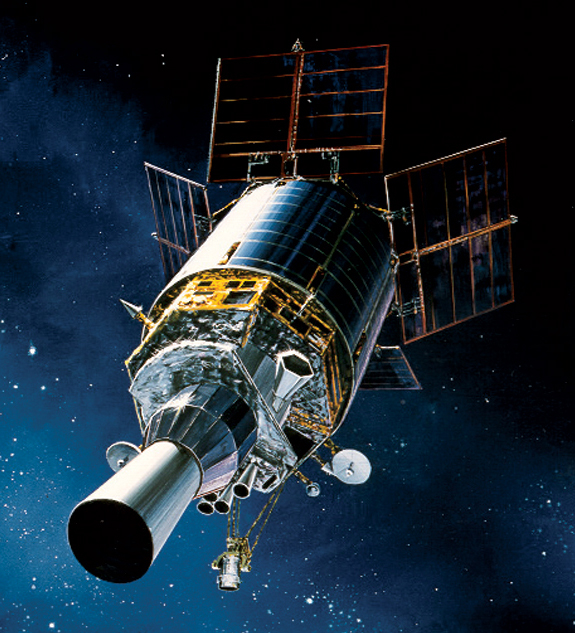
〔宇宙に浮かぶDSP衛星の想像図〕 高度約3.6万kmの静止軌道上にあり、左下の主センサーは地上を常時監視している。姿勢制御用のスターセンサーは側方、上方、右方を向いているように見える。

DSP衛星（DSPえいせい、国防支援計画衛星、Defense Support Program Satellite）はアメリカ軍の早期警戒衛星である。アメリカ合衆国の弾道ミサイル早期警戒システムの根幹をなすものであり、アメリカ空軍空軍宇宙軍団(AFSPC)によって運用されている。常時3機以上の衛星が搭載の赤外線センサーによって、弾道ミサイルや宇宙ロケットの発射、地上の核爆発などが発する特徴的な熱源に対して監視を行っている。探知した情報は迅速に地上ステーションへ通報される。
湾岸戦争の砂漠の嵐作戦の時には、DSP衛星によってイラク軍のスカッドミサイルの発射情報をイスラエルとサウジアラビアに対して、即時に警報していた。 

## 衛星本体、打ち上げロケット、警報
この衛星は高度約3.6万kmの静止軌道上にあり、広角シュミット反射望遠鏡と赤外線センサーを備える。全長約10m 直径約6.7m 重量約2.4トン。望遠鏡の光軸は、回転軸である衛星の長軸に対して7.5度の傾きをもち、衛星全体が10秒ごとに1回転することでセンサーが地球全体をスキャンする。高熱源体を捕捉し、弾道ミサイルではブースト段階の監視・追跡を行う。
通常、DSP衛星はタイタン4Bブースターで慣性上段ロケットと共に打ち上げられていたが、1機のDSP衛星はスペースシャトル・アトランティスのミッションSTS-44 (1991年11月24日) で打ち上げられた。最後の Flight23 はデルタ4ヘビーロケットによって打ち上げられた(2007年11月11日)。

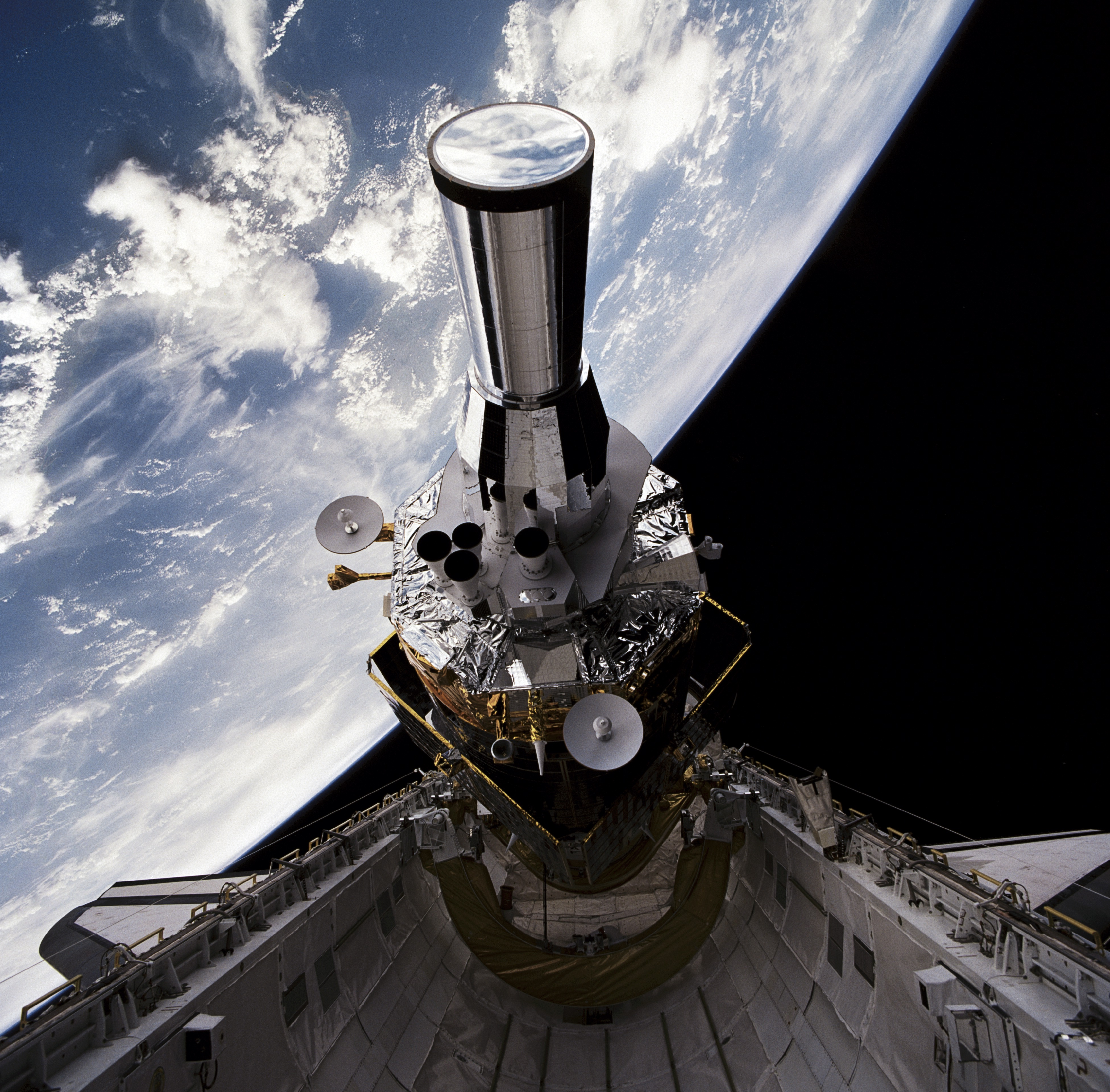
DSP衛星の軌道への設置作業 スペースシャトル (アトランティス) のカーゴスペースから取り出されたところ

運用を行なう第14空軍第460宇宙航空団はコロラド州のバックリー空軍基地に司令部を持ち、指揮下のDSP衛星運用部隊より、必要に応じ情報リンクを通じて警報を、コロラド州コロラドスプリングス近くにあるピーターソン空軍基地の北アメリカ航空宇宙防衛司令部・戦略軍早期警戒センターに送る。これらのセンターでは直ちに、受信したデータを関係部局や世界中の作戦部隊へと発信する。
空軍宇宙軍団のカリフォルニア州ロサンゼルス空軍基地内の宇宙ミサイルシステムセンター (Space and Missile Systems Center) にある宇宙配備赤外線システム航空団 (SBIRS,Space-Based Infrared Systems Wing)が衛星の開発と調達を担当している。

## 性能向上の歴史
国防支援計画 (DSP) は、1960年代その前身となる宇宙空間赤外線ミサイル警報システム (space-based infrared Missile Defense Alarm System, MiDAS) より始まった。MiDASは1960年の5月24日の最初の打ち上げ成功から、1966年にDSPに変わるまでに合わせて12機の衛星を打ち上げた。
DSP衛星の最初の打ち上げは1970年の11月6日で、以来アメリカ合衆国の主要な弾道ミサイル早期警戒システムとなっている。
このシステムは過去30年以上に渡って絶え間なく宇宙空間から警戒監視を継続した。最初のDSP衛星は重量900kg、電力400W、センサー素子数2000個、寿命1.25年であった。本計画期間中に衛星の設計は数次に渡り向上が図られ、信頼性と能力が向上した。最終的には重量は2380kg、電力は1275W、センサー素子数3列x6000個、設計寿命は目標値の5年にまで到達した。
増大し続けるミサイルの脅威に直面して、より正確でより信頼性の高い情報をDSPで得るための数多くの向上化計画が実施された。衛星上のセンサーの信頼性は設計寿命を超えて作動し続けるまでになった。宇宙空間探知センサー (above-the-horizon) を含む最新のセンサー技術の向上と解像度の向上。
搭載信号処理コンピュータの性能向上による背景ノイズ除去性能の向上。信頼性向上と生残性向上も同様に持ち合わせていた。
23番目で最後となるDSP衛星はデルタ4ヘビーロケットで2007年4月1日に打ち上げが予定されていたが、フロリダ州ケープ・カナベラルの発射台に二つのひびが見つかったために、打ち上げ予定は2007年8月28日まで延期となり、最終的に11月10日に打ち上げられた。
DSP衛星計画は、2008年より後継の宇宙空間赤外線システム (SBIRS) 衛星に置き換えられてきている。DSPは当初25機の計画で始められたが、SBIRSを優先して最後の2機はキャンセルされた。
現在のブロックに至るまでに以下の5つの向上計画が実施された。
- Block 1 Phase I, 1970-1973, 衛星4機
- Block 2 Phase II, 1975-1977, 衛星3機
- Block 3 Multi-Orbit Satellite Performance Improvement Modification (MOS/PIM), 1979-1984, 衛星4機
- Block 4 Phase II Upgrade, 1984-1987, 衛星2機
- Block 5 DSP-I (DSP-Improved), 1989

衛星の有効性はイラク戦争の砂漠の嵐作戦で広く知られる事となった。それ以前にも、火山の噴火や森林火災のような自然災害を赤外線センサーによって感知しており、2009年4月5日には午前11時20分に北朝鮮の咸鏡北道花台郡の基地から発射されたミサイルを探知し、太平洋上に落下したことを確認した。

## 一般諸元
- 主要な目的：戦略ミサイルおよび戦術ミサイルの探知
- 契約社：ノースロップ・グラマン、前TRW（衛星胴体担当）、エアロジェットエレクトロニクスシステムズ（赤外線センサー担当）
- 重量：2,380kg（5,250ポンド）
- 衛星軌道：35,900km（22,000マイル）
- 自転速度：6rpm
- 動力部：太陽電池 1,485W
- 冷却機構：極低温ヘリウム閉鎖循環系の放熱器
- 高さ：軌道上にて約10m（32.8フィート）、発射時に約8.5m（28フィート）
- 直径：軌道上にて約6.7m（22フィート）、発射時に約4.2m（13.7フィート）
- 最新形衛星：18号-23号
- 単価：4億ドル

## 高軌道偵察衛星
偵察衛星としては高軌道である静止衛星軌道を飛んでいるので、他の低軌道を飛ぶ偵察衛星と比べて長寿命であることが想定できる。主任務が弾道ミサイルの探知なので、全地球を探知対象とすると他の偵察衛星と異なり一瞬も監視の眼を休めないため最低でも3機の稼動状態のDSP衛星が常に必要になる。ただし、北米やアフリカを探知対象としなければ、もしくは特定地域のみをカバーするのならばより少数ですむ可能性がある。

## 情報元
- 英語版Wikipedia "Defense Support Program"
- アメリカ空軍宇宙軍団発行のデータシート 2004年4月発行版（英語）
- アメリカ空軍宇宙軍団発行のデータシート 2007年3月発行版（英語）
- Spacecraft Systems Overview（英語）